# Ybbs an der Donau
Ybbs an der Donau è un comune austriaco di 5 675 abitanti nel distretto di Melk, in Bassa Austria, del quale è il centro più popoloso; ha lo status di città (Stadtgemeinde).

## Amministrazione
La città austriaca è gemellata con:
 Bobbio